# Матрегская епархия
Матрегская епархия — епархия Римской католической церкви, возникшая в первой половине XIV века на территории Северного Кавказа с центром в городе Матрега.

#### Предыстория
В XII веке на Кавказе появились первые католические миссионеры.
Еще в 1192 году император Византии Исаак Ангел возобновил прежнюю привилегию итальянских купцов-генуэзцев, позволив им посещать все земли своей державы, «включая Русь и Матраху». Матраха — старинное поселение на Таманском полуострове, которым в разное время владели, по-разному его именуя: византийцы — Таматарха, русские — Тмутаракань, итальянцы — Матрега. Вслед за купцами на эту окраину Северного Кавказа пришли клирики.
Достоверно известно, что венгерские доминиканцы (брат Юлиан) в 1236 году отправились за Волгу на поиски прародины мадьяр Великой Венгрии. Они высадились именно в Матреге, поскольку отсюда были проложены давние пути и на Русь, и на Волгу, и на Дербент. В XIII в. доминиканцы основали монастырь в Тифлисе — именно через них первые известия о жителях Северного Кавказа достигли Европы.
К 1288 году относится известие о гибели двух францисканцев в «Каспийских горах». Однако, современный французский историк Ж. Ришар всё же остерегается относить этот факт к Дагестану: ведь по одной версии, убийцами их были аланы, другая относит это к Иберии, то есть Грузии (округ Каспи). Но в то же время Марко Поло (конец XIII в.) упоминает о генуэзских кораблях на Каспии, которые «стали плавать сюда недавно», торгуя гилянским шёлком. И вряд ли при этом Дербент не привлек их внимания.
В 1261 году, после того как Византия разрешила селиться здесь генуэзцам, на побережье Крыма и сегодняшнего российского Чёрного моря стали возникать генуэзские колонии. В своих колониях генуэзцы строили католические храмы. Центром миссионерской деятельности католической церкви в данном регионе стал город Каффа. На черноморском побережье Кавказа в средние века существовало около 40 селений генуэзцев, самыми большими среди которых были Матрега, Мапа, Батияр и Копа.
Тем временем, в соседних странах всё больше распространялась проповедь католицизма. Всё больше генуэзских и венецианских колоний возникало в Крыму, а затем и на кавказском берегу от Сухума до устья Дона. На южной окраине Закавказья ильхан Абу-Саид (1317—1335) из монгольской династии Хулагу-хана, правившей Ираном и сопредельными землями, дал согласие папе Иоанну XXII основать в своей столице Султании католическое архиепископство.
В этот период, в 1315 году другое католическое епископство (архиепископство) возникло на Нижней Волге в Сарае, — столице соседней Золотой Орды, — который к тому времени с 1261 года уже был центром новообразованной Сарайской епархии Русской православной церкви.
Миссионерская деятельность католиков ширилась, успех их проповеди закреплялся созданием своеобразных «опорных пунктов» — церковных миссий, называемых в исторических трудах «епископскими центрами». Некоторые из них вплотную примыкали к пределам Кавказа: с юга — в Тебризе, Мараге, Серабе, Тифлисе, а с севера — в Тане (устье Дона).

#### Матрегская епархия
В XIV веке на Таманском полуострове была образована Матрегская католическая епархия, епископом которой был черкес (адыг).

В 1404 году, повествуя о Черкесии, в своей книге Иоанн де Галонифонтибус сообщал:
Хорошо известно, как черкесский дворянин <известный впоследствии как Иоанн Зихский> был продан в Генуе, где он прошёл обучение, и когда он освободился от рабства, то стал францисканцем и в конце концов Святой престол посвятил его в архиепископы епархии этой страны. Здесь он жил и долго удерживал свой приход, обращая в христианство многих своих соотечественников.
Автор книги допустил одну ошибку: автор, причисляет к доминиканскому ордену и Иоанна Зихского, но, как заметил исследователь этих записок Л. Гарди, Иоанн Зихский был францисканцем, что следует из буллы Папы Климента VI.
В 1330 году в католицизм были обращены некоторые черкесские князья. Католиком был адыгский князь Миллен (Верзахт). С ним Папа Римский поддерживал связи с 1329 по 1333 год.
В 1346 году в Зихии первым католическим епископом был назначен францисканец Иоанн (Иоанн Зихский фр. Jean de Ziquie, по происхождению черкес).
21 февраля 1349 года в Авиньоне Жан де Зики был произведен Папой Римским в сан архиепископа.
В 1358 году архиепископу Иоанну Зихскому даны полномочия облекать саном епископа. К этому моменту уже существовал епископский центр в Маппе (Анапе).
Иоанн Зихский докладывает римской курии, что его «провинция» распространяется до Железных Ворот, откуда «на расстоянии восьми дней пешего хода нет другого епископства латинского обряда».
В 1363 году возникла необходимость разграничить пределы парафий Таны и Маппы. Они принадлежали к разным архиепископствам (Сарая и Матреги), что вызвало необходимость разграничения, как результат выделение особого «епископства Каспийских гор» (дата не известна, но в 1363 г. оно уже действовало).
Тридцать лет спустя, в 1376 году в Матреге умер архиепископ Иоанн Зихский.
В дальнейшем титулярными епископами Матрегскими номиновались следующие иерархи католической церкви:
- Теофил Матуленис (Литва) — епископ Матрегский с 1928 по 1943 год, в дальнейшем — епископ Кашядорский
- Рафаель Гонзалес Эстрада (Гватемала) — епископ Матрегский с 1944 по 1994 годы.

#### Френккардаши
К католическому периоду в истории Северного Кавказа относится и история не существующей ныне этноконфессиональной группы черкесского народа, которая называлась «Френккардаши».

## Комментарии
1. ↑  Кафа (Каффа), сегодня — Феодосия.
2. ↑  Сегодня — Тамань.
3. ↑  Сегодня — Анапа.
4. ↑  Сегодня — Новороссийск.
5. ↑  Сегодня — Славянск-на-Кубани.